# Козьлики (Білостоцький повіт)
Козьлики (пол. Koźliki) — село в Польщі, у гміні Заблудів Білостоцького повіту Підляського воєводства.
Населення — 83 особи (2011).
У 1975-1998 роках село належало до Білостоцького воєводства.

## Демографія
Демографічна структура станом на 31 березня 2011 року:
|          | Загалом | Допрацездатний вік | Працездатний вік | Постпрацездатний вік |
| -------- | ------- | ------------------ | ---------------- | -------------------- |
| Чоловіки | 39      | 4                  | 24               | 11                   |
| Жінки    | 44      | 4                  | 20               | 20                   |
| Разом    | 83      | 8                  | 44               | 31                   |